# Neoboletus flavosanguineus
Bolet jaune sang
Espèce
Neoboletus flavosanguineus, le Bolet jaune sang, auparavant Cyanoboletus flavosanguineus ou encore Boletus flavosanguineus, est une espèce de champignons basidiomycètes du genre Neoboletus dans la famille des Boletaceae. Il est caractérisé par ses teintes jaunes, son pied orné d'un réseau et sa chair fortement bleuissante.

## Taxonomie
Le nom correct complet (avec auteur) de ce taxon est Neoboletus flavosanguineus (Lavorato & Simonini) Biketova, Wasser, Simonini & Gelardi.
L'espèce a été initialement classée dans le genre Boletus sous le basionyme Boletus flavosanguineus Lavorato & Simonini.

### Synonymes
Neoboletus flavosanguineus a pour synonymes :
- Boletus flavosanguineus Lavorato & Simonini
- Cyanoboletus flavosanguineus (Lavorato & Simonini) Pierotti

## Description du sporophore
Les bolets sont des champignons dont l'hyménophore, constitué de tubes et terminés par des pores, se sépare facilement de la chair du chapeau. Ce chapeau d'abord rond, recouvert d'une cuticule, devient convexe à mesure qu’il vieillit. Ils ont un pied (stipe) central assez épais et une chair compacte. Les caractéristiques morphologiques de N. flavosanguineus sont les suivantes :
Son chapeau mesure jusqu'à 7 cm, il est convexe à plat-convexe ou presque plat, sec, lisse, de couleur jaune citron à jaune vif, tacheté de rougeâtre, vineux ou brunâtre.
L'hyménophore présente des tubes et pores jaune citron à jaune avec des teintes olivacées, bleuissant en cas de blessure.
Son stipe est presque cylindrique, typiquement en pointe, jaune citron à jaune, teinté de rougeâtre ou vineux à la base, orné d'un réseau.
La chair est jaune citron, bleuissant fortement à la pression et à la coupe. L'odeur est non distinctive. La saveur est légèrement acide.

### Caractéristiques microscopiques
Ses spores mesurent 12,9 à 14,6 μm x 1,8 à 2,3 μm.

## Galerie

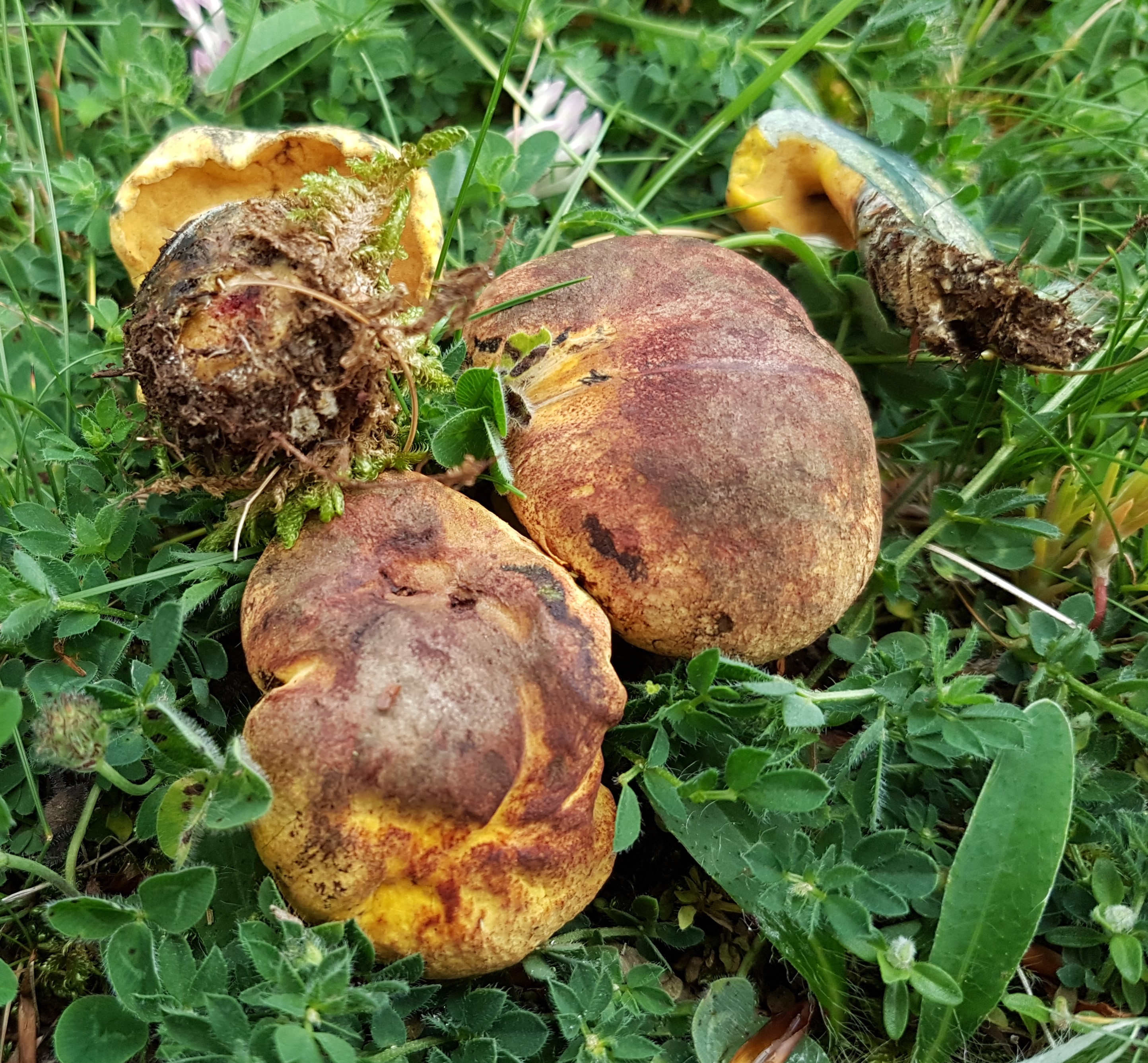
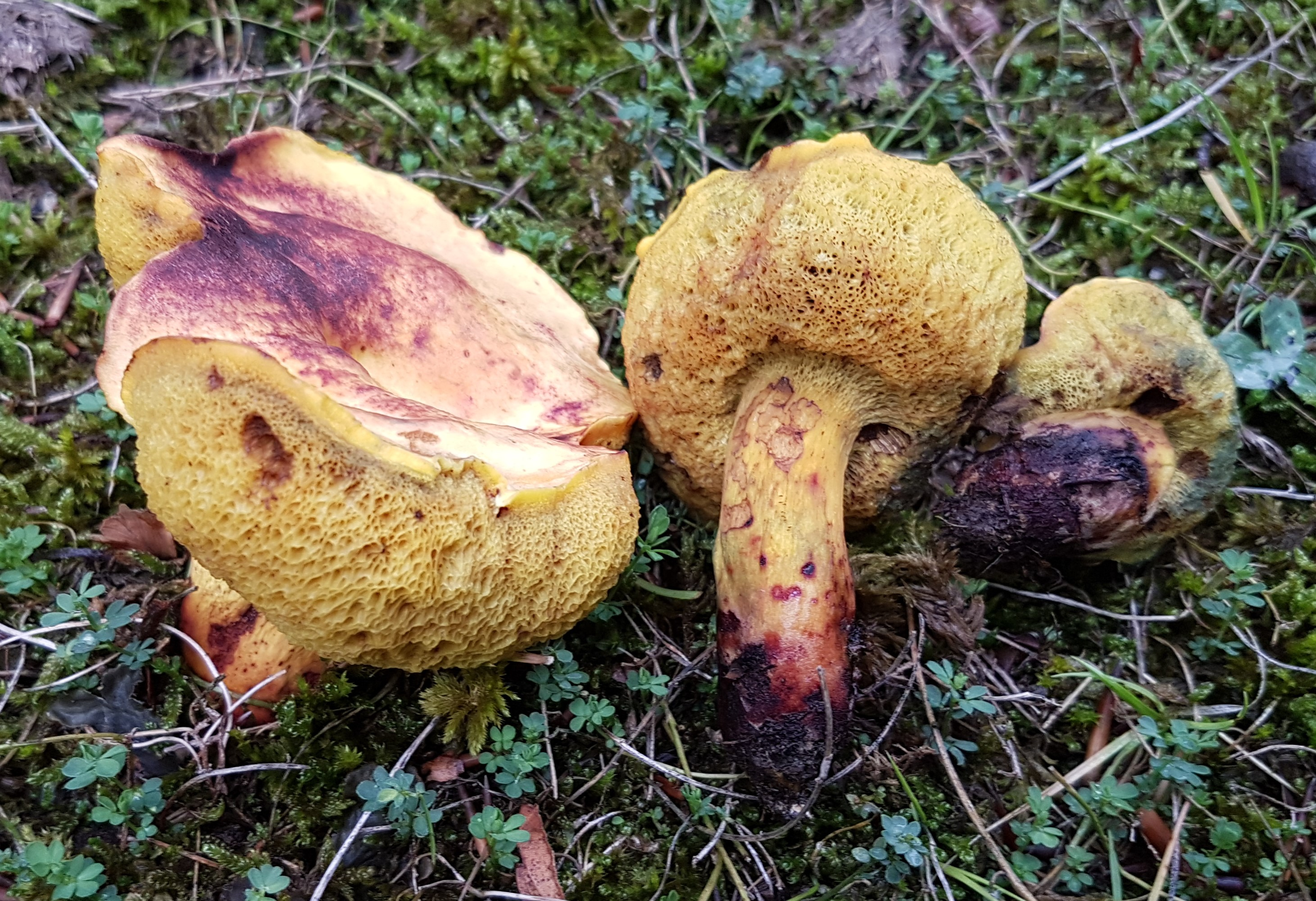
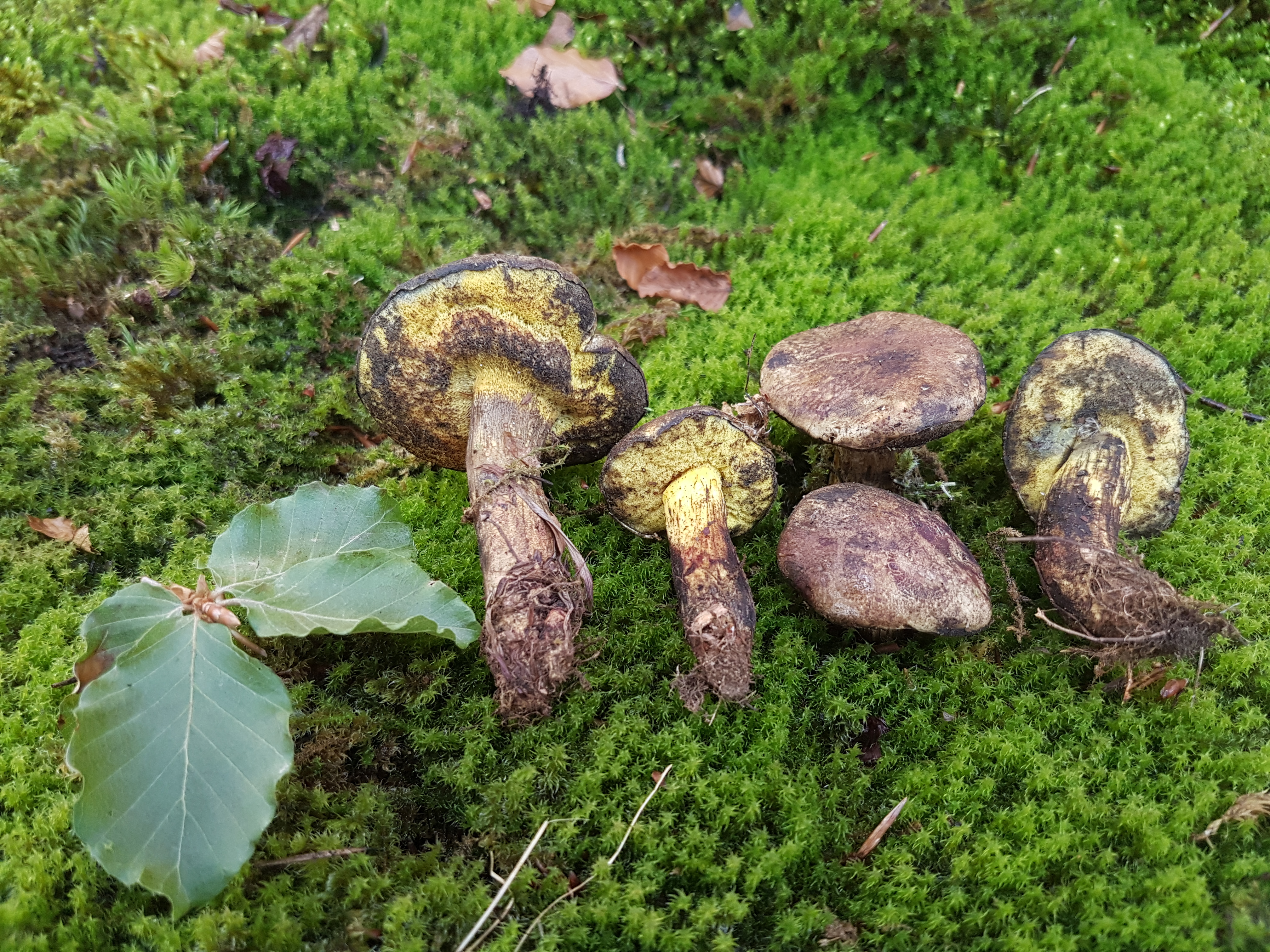
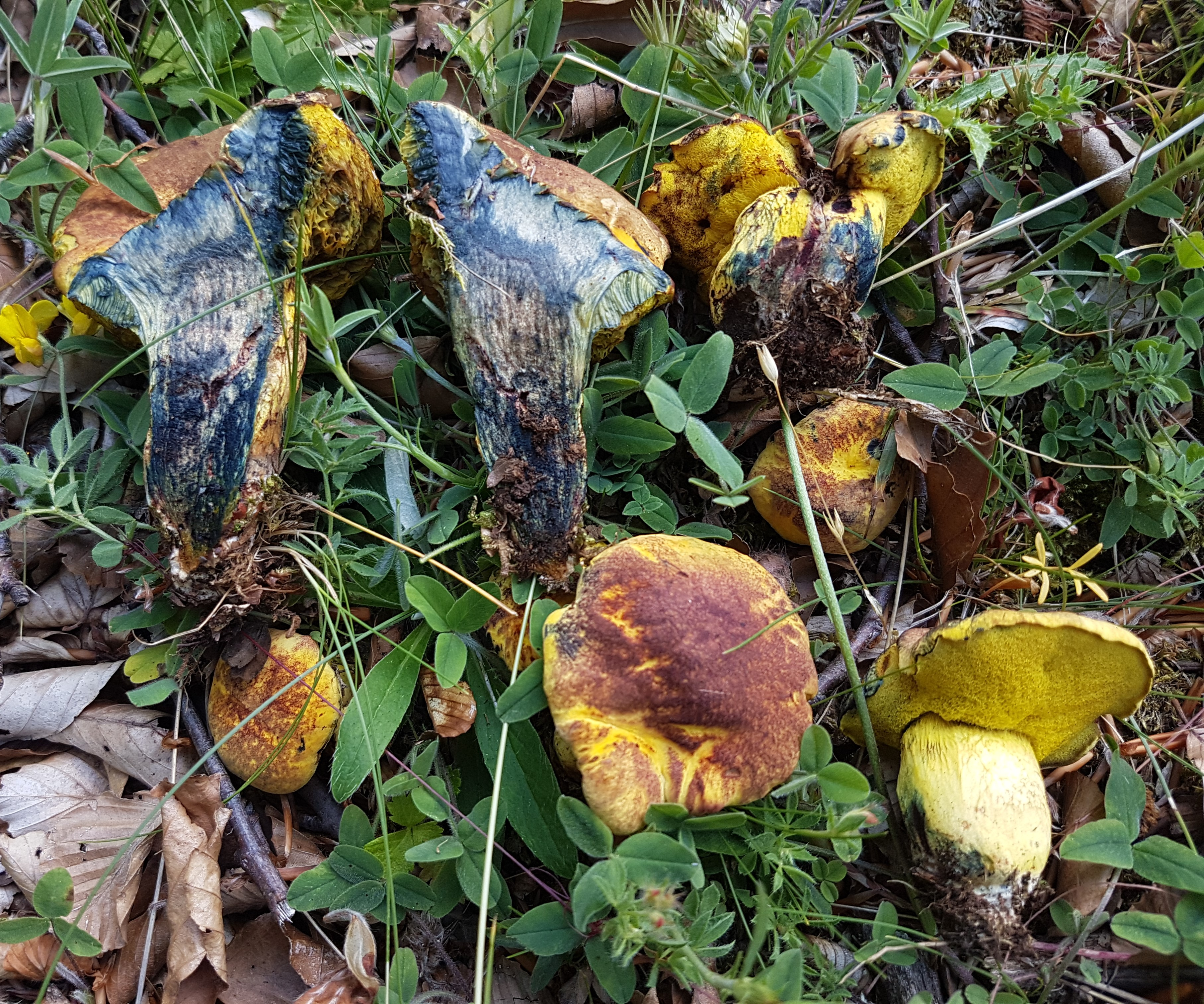
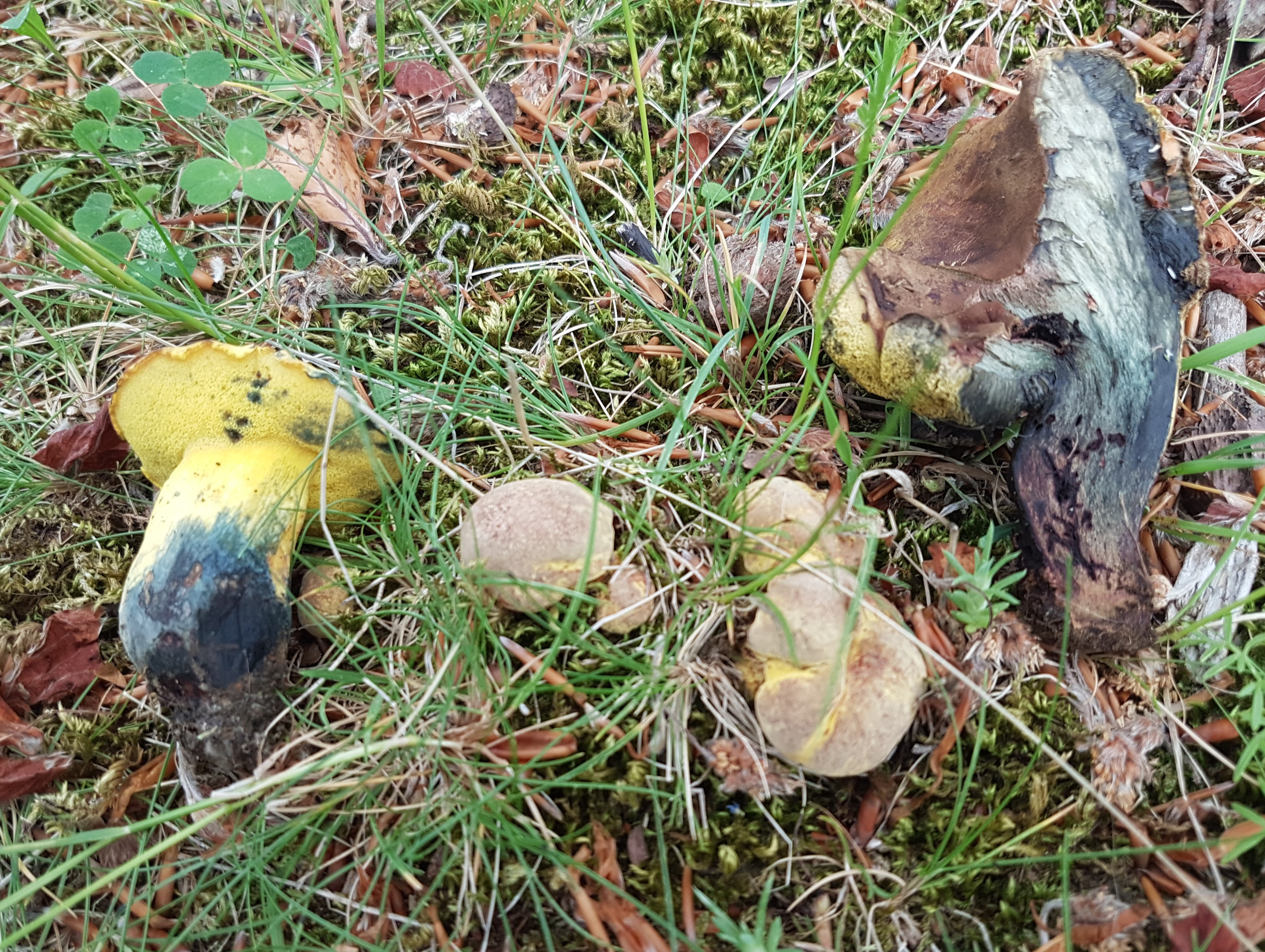
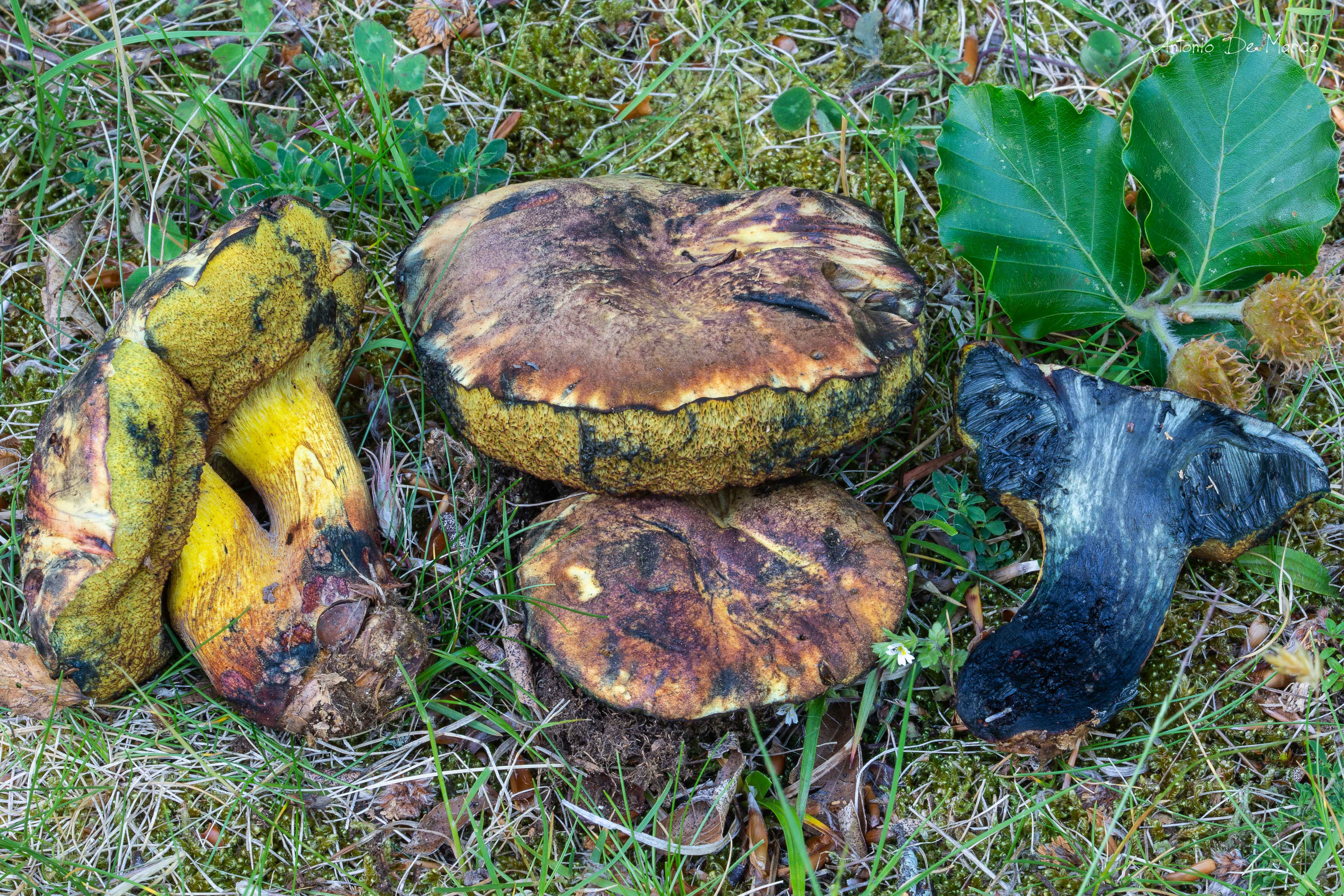
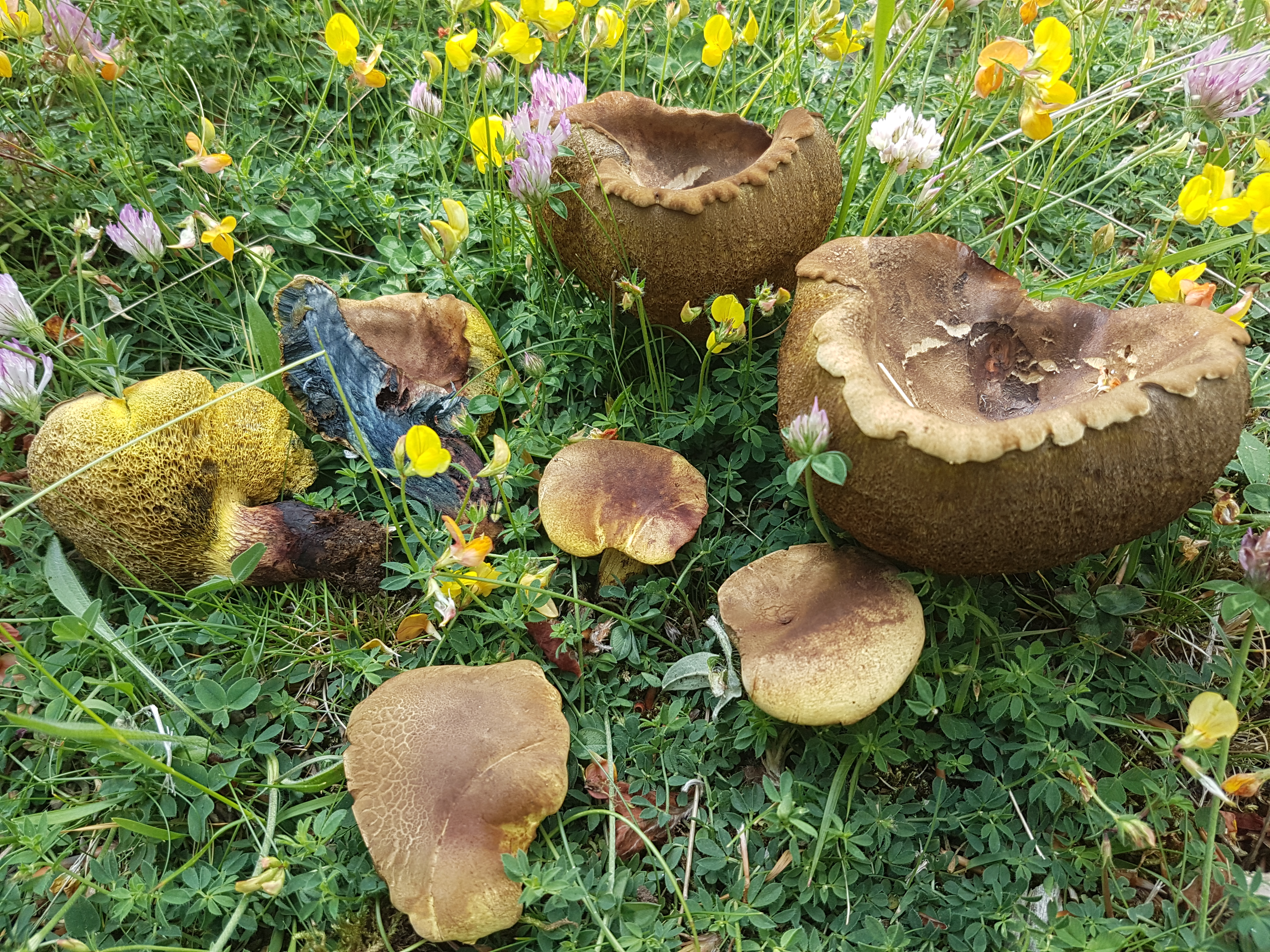
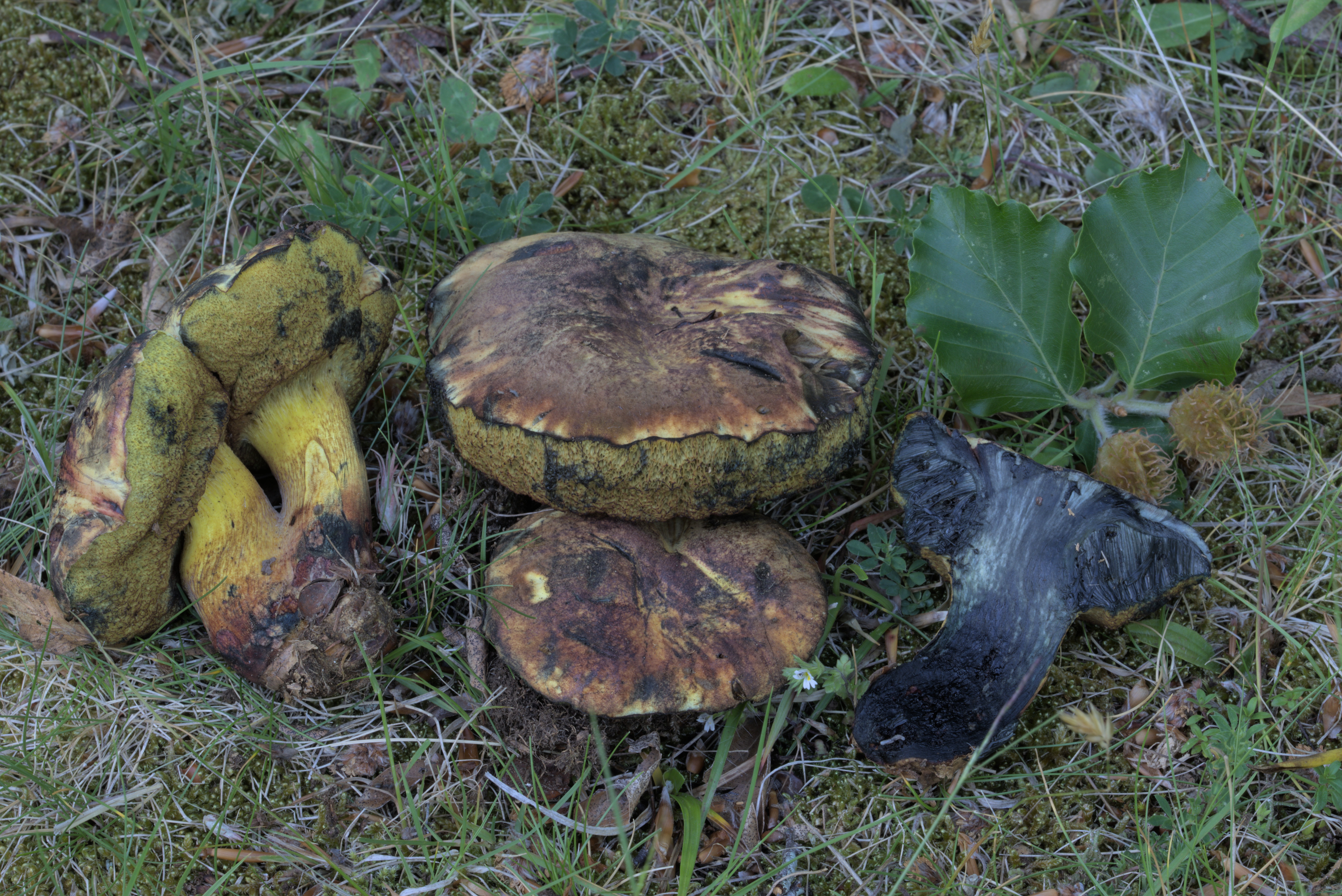
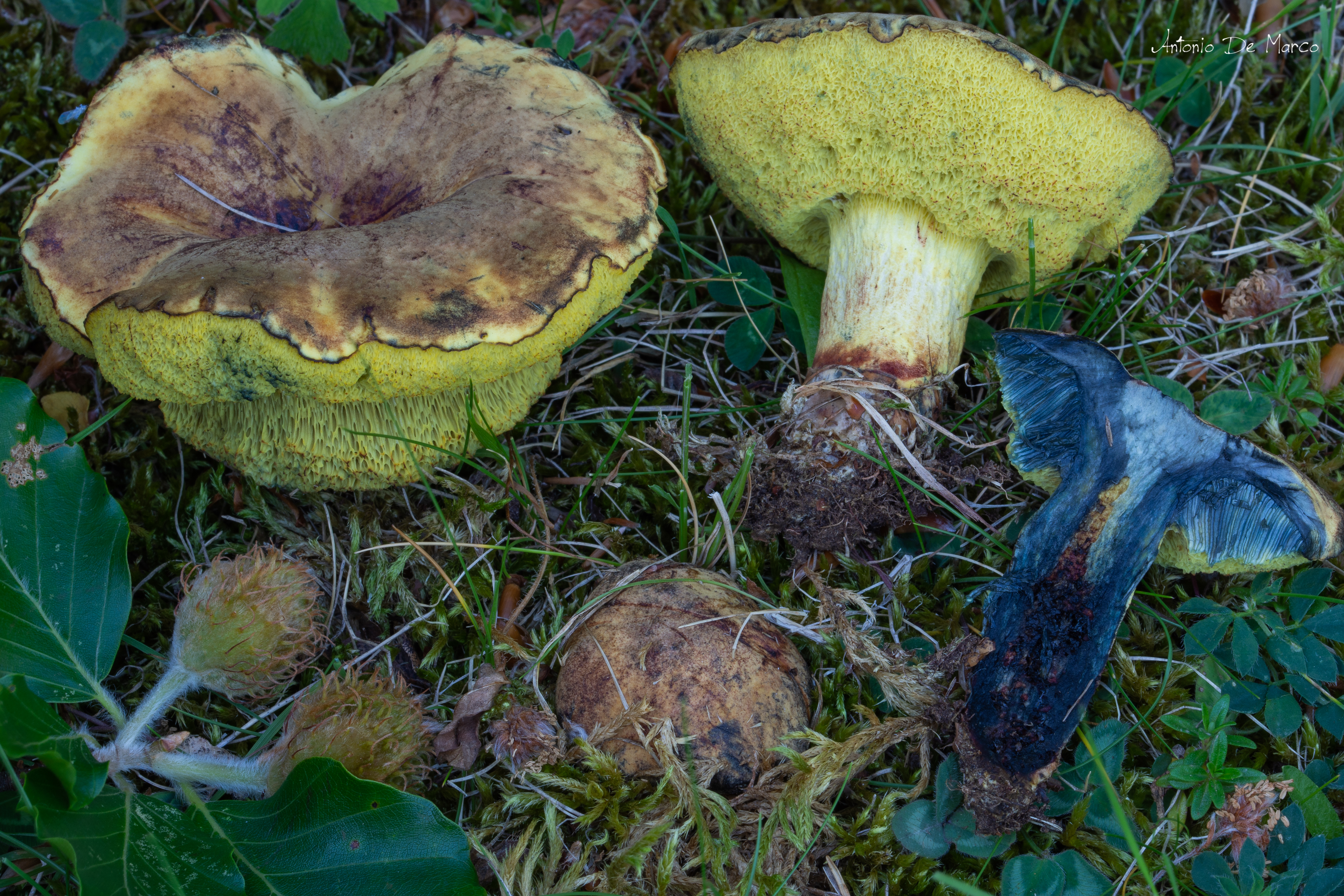

## Habitat et distribution
C'est une espèce ectomycorhizienne, méditerranéenne, poussant sous conifères et sous feuillus, notamment sous chênes (Quercus).

## Comestibilité
N. flavosanguineus est une espèce rare pour laquelle il n'existe pas de consommation traditionnelle. En l'absence de données suffisantes pour évaluer sa sécurité alimentaire, il vaut mieux le considérer comme sans interêt alimentaire cuit, toxique cru,.

## Confusions possibles
- Le Bolet pulvérulent (Cyanoboletus pulverulentus), sans réseau sur le stipe. Comestible en petite quantité et sans les tubes, à risque en grande quantité et avec les tubes.
- Le Bolet polychrome (Cupreoboletus poikilochromus), au réseau plus marqué, formant des cristaux à la dessiccation. Sans interêt alimentaire cuit, toxique cru.
- Le Bolet de Sardaigne (Alessioporus ichnusanus), au chapeau gris-brun et au pied parfois lavé de rouge. Sans intérêt alimentaire.